# Jenő Szász

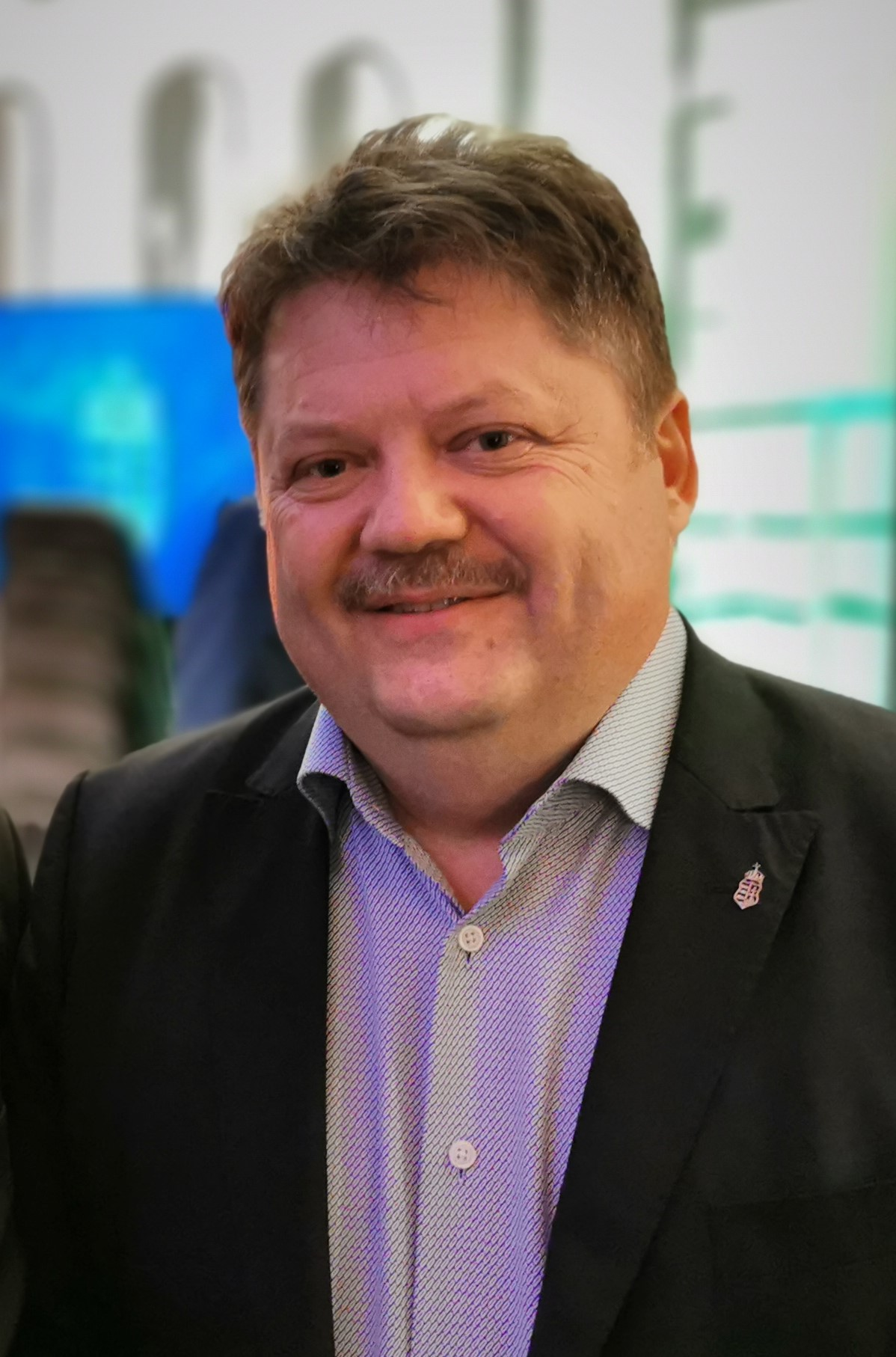
Jenő Szász in 2020

Jenő Szász (Gheorgheni, 8 februari 1969) is een Hongaarstalig Roemeens politicus en ingenieur uit Zevenburgen. In 1996 werd hij als lid van de Democratische Unie van Hongaren in Roemenië burgemeester van Odorheiu Secuiesc. In 2004 werd hij als onafhankelijke weer burgemeester met 51,5% van de totale stemmen. De kandidaat van de UDMR, László Ladányi, kreeg toen 40,12% van de stemmen. Sinds 2004 is Jenõ Szász voorzitter van de Hongaarse Burgeralliantie en ijvert hij voor territoriale autonomie voor Szeklerland, een gebied in Roemenië met een Hongaarse meerderheid.